# Central nuclear de Maanshan
La Central nuclear de Maanshan (en chino: 馬鞍山核能發電廠 ) es una central nuclear situada en las cercanías de bahía del sur, Hengchun, condado de Pingtung, Taiwán. La planta es la tercera de energía nuclear en Taiwán y la segunda más grande en términos de capacidad de generación. La vida útil esperada de esta planta es de 60 años. La planta de energía puede generar 15 mil millones de kWh de electricidad al año. Durante el pleno funcionamiento de la central el 29 de enero de 2005, una falla del reactor se inició debido a problemas en la turbina principal.